# Stichopogon pusio
Stichopogon pusio là một loài ruồi trong họ Asilidae. Stichopogon pusio được Macquart miêu tả năm 1849.